# 矢板明夫
矢板明夫（日语：／ Yaita Akio；1972年10月5日—，漢名荊濤），是日本裔臺灣籍新聞工作者，曾任產經新聞社台北支局長。其為遺華日僑出身，於中國天津市出生成長，15歲方隨家人移民回日本，成年後亦作為記者派駐北京達10年，故對中國議題有深入認識；後派駐臺灣多年，於2024年入籍中華民國。

## 家世及早年

### 家庭背景
矢板祖父為日本栃木縣矢板市人，1926年赴北京開設電器工廠，生產燈泡等各式電器，經營得當，生意不俗。1940年與妻生下一女，1942年再生下矢板明夫之父矢板大。祖父在1945年二戰末期時被日軍徵兵入伍，八月風暴中遭蘇聯紅軍俘虜，送往西伯利亞戰俘營受苦役而卒。矢板祖母喪夫成寡更遭逢日本投降經濟困頓，逼不得已將五歲的女兒與三歲的兒子送予一名荊姓天津工廠工人收養，再改嫁予一中國法官並隨夫歸化中華民國國籍；隨著中華民國政府1949年於國共內戰中戰敗，其亦偕夫隨政府一同遷臺，其一對子女因此成為遺華日僑。
矢板大自3歲被送養後即離開出生地北京市，於養父居住的天津長大，成年後與一當地高中女教师相戀結婚，成為攝影師並在公營照相館工作。但文化大革命爆發後因日本血統而被打成「日本間諜」慘遭紅衛兵批鬥，失業之餘更被整個行業列入黑名單，最終只能到澡堂替人搓澡為生，根本無從負擔家計，只好每三個月去賣血一次，勉強貼補家用，還動輒被共產黨各單位拘捕入「毛澤東思想學習班」進行思想改造。

### 早年及教育
1972年，日本首相田中角荣訪問中华人民共和国並與其正式建交，邦交在中國大陸帶起友日潮並霎時扭轉了矢板家的命運，矢板大忽然因其日本血統而備受尊崇，獲政府平反名譽及復職、尊稱「國際友人」、甚至還被推舉为天津市政協委員，更獲得公費定制高級西裝禮服及專車接送全家出入等禮遇，而矢板明夫亦在此時出生（出生時用漢名荊濤）；但文革時受過的政治迫害令矢板大決心離開中國、回流祖國日本。1988年，矢板大攜全家以遺華日僑身份申請回日並定居千葉縣，矢板明夫亦進入千葉市立小中臺中學校就讀初中二年級。
由於矢板明夫15歲前均於中國大陸成長及就學，故其母語為漢語，日語反而為其第二語言；其當時因為不諳日文，有時上課上了十幾分鐘，才理解是在講生物還是物理。考試時只能寫數學與英文的考卷。而國文（日文）、自然、社會等其他科目都因為看不懂日文而直接放棄，在550名學生中考530名。而後透過苦讀日文，成績突飛猛進，每次段考都前進三、五十名。高中考上千葉市立稻毛高校，而後並考取了日本的一流學府慶應義塾大學日本文學系，在學時研究古詩、和歌，興趣是足球、圍棋，在慶應義塾大學時曾參與多年圍棋社，擔任記者後，曾做過多次的報導。

## 職業生涯
1997年慶應義塾大學畢業後，本來打算從政，進入松下政經塾第十八期，並曾到臺灣研究臺灣民主化的過程。然後短暫赴美國留學。
2000年擔任中國社會科學院日本研究所特別研究員、南開大學講師。
2002年在中國社會科學院完成博士課程後進入產經新聞社，先後在埼玉縣支局、熊谷通信部、東京外信部當記者。
2007年於北京擔任產經新聞社中國總局記者，期間其因熟讀中國歷史、中共歷史且政治敏銳度高，從各種跡象中發掘了當時尚未公開的薄熙來事件，成為獨家報導。
2017年，擔任產經新聞社外信部（國際部）次長。
2020年赴台灣，擔任產經新聞社台北支局長，至2024年5月31日卸任。後宣布將成立「印太戰略智庫」，為台灣發聲。

## 主持作品

### 電視節目
| 時間     | 頻道                     | 節目         | 備註           |
| -------- | ------------------------ | ------------ | -------------- |
| 2021年－ | 華視主頻、華視新聞資訊台 | 《三國演議》 | 與汪浩共同主持 |

### 廣播節目
| 時間              | 頻道       | 節目           | 備註 |
| ----------------- | ---------- | -------------- | ---- |
| 2023年－2025年6月 | 寶島聯播網 | 《寶島觀世界》 |      |
| 2025年7月         | 寶島聯播網 | 《寶島全世界》 |      |

### 網路節目
| 時間     | 頻道     | 節目                 | 備註 |
| -------- | -------- | -------------------- | ---- |
| 2024年－ | 美國之音 | 《矢板明夫说三道四》 |      |

| 時間     | 頻道        | 節目                | 備註 |
| -------- | ----------- | ------------------- | ---- |
| 2025年－ | Newtalk新聞 | 《矢板明夫Newtalk》 |      |

## 言論
2020年9月18日，矢板明夫在壹電視新聞台《年代向錢看》談及香港反對逃犯條例修訂草案運動時說，「今日香港，明日臺灣，後天沖繩」的口號也在日本傳播。
2021年11月29日，矢板明夫宣称，聽其友人說，“現在台灣中南部有很多地下電台都被中國大陸收買，不斷攻擊民主進步黨”。
2021年12月9日，矢板明夫在台湾即将于12月18日举行四大公投之前宣称，台湾政府在不開放含有莱克多巴胺的美国猪肉进口的情况下难以加入跨太平洋夥伴全面進展協定（CPTPP）；并同时建议蔡英文政府解禁日本东北地区食品，并表示福岛地区食品已多次經科學證明其安全性，并警告说“不要为了教训民进党而不小心教训了台湾”。台灣朝野各方基於各自的對外政策與執政黨輪替等理由，始終於此議題上存在許多爭議。最終四大公投都以民进党主張的「不同意」作結，民進黨四題全勝。
2022年10月29日，矢板明夫表示，東京外國語大學教授小笠原欣幸預估2022年九合一選舉之縣市長選舉結果為民進黨5席、中國國民黨15席、台灣民眾黨1席、無黨籍1席，他認為小笠原欣幸可能是受到「泛藍媒體的影響」。矢板明夫強調，2022年九合一選舉最關鍵的是台北市市長選舉，這攸關「在對岸強大的軍事壓力下，台灣本土派勢力能否勝出」，這也是國際社會最關心的。矢板明夫指控，近期許多台灣媒體刻意帶風向批評完全執政的民進黨，例如多家民調顯示民進黨台北市市長候選人陳時中位居第三名。矢板明夫宣稱，民進黨完全執政，陳時中曾經是高知名度的中央流行疫情指揮中心指揮官，而且陳時中「沒有任何醜聞」；在「在野勢力分裂」的情況下，如果陳時中連第二名都拿不到，「全世界的政治學教科書都要重寫了」。
2022年11月26日，民進黨在2022年九合一選舉失利。矢板明夫評論，民進黨可說經歷歷史性大敗，「應該是台灣的選民想要用選票『教訓』一下執政黨吧！」矢板明夫指出：高房價、少子化、高齡化、年輕人低薪等老生常談，蔡英文政府雖然嘴上有提，卻沒有下決心要解決的樣子；另外，「這幾年，民進黨和『清廉』這個詞好像也漸行漸遠了」。矢板明夫認為，民進黨「沒收初選」表面上迴避黨內對立，實際上未獲提名者會有強烈被剝奪感，間接導致黨內不團結。矢板明夫說，這一次本土派的選舉失利，或許是為民進黨準備2024年敲響了警鐘。最後，矢板明夫說，他要向一個月前就在日本做出預測這次選舉結果的小笠原欣幸表示敬佩，他「下次回東京得去拜師」。

## 作品列表

### 日文作品
- 2012年 《習近平　共産中国最弱の帝王》（文藝春秋、第7回樫山純三賞受賞[20]）
- 2013年 《戦わずして中国に勝つ方法》（產經新聞出版）
- 2014年 《習近平　なぜ暴走するのか》（文春文庫）
- 2017年 《習近平の悲劇》（產經新聞出版）
- 2018年 《私たちは中国が世界で一番幸せな国だと思っていた》 （與石平合著，ビジネス社）
- 2019年《中国人民解放軍2050年の野望》（ワニブックスplus新書）
- 2020年 《米中激突と日本の針路》（與古森義久合著，海龍社）
- 2020年《中国はどこまで世界を壊すか》與（石平合著，德間書店）

### 中文作品
- 2012年 《習近平：共產中國最弱勢的領袖》（黃怡筠譯，天下雜誌出版）
- 2020年 《人民解放軍的真相：中共200萬私軍的威脅、腐敗與野心》（鄭天恩譯，八旗文化出版）
- 2020年 《曾經以為中國最幸福》（與石平合著，鄭天恩譯，八旗文化出版）
- 2022年《矢板明夫在台灣「說三道四」》（八旗文化出版）

## 引用資料
1. 1 2  . 松下政經塾.   [2021-03-29]. （原始内容存档于2020-12-01） （日语）.
2. ↑  . 自由時報. 2025-05-13.
3. 1 2  .   [2022-01-04]. （原始内容存档于2022-01-04）. 已忽略未知参数|archive-⁷url= (帮助)
4. 1 2  .   [2021-07-20]. （原始内容存档于2021-11-30）.
5. ↑  . 自由亚洲电台. 2021-11-02  [2021-11-11]. （原始内容存档于2021-11-20）.
6. ↑  P107、P108《曾經以為中國最幸福》（矢板明夫與石平合著，鄭天恩譯，八旗文化出版）
7. ↑  年代向錢看2020年10月30日播出 （页面存档备份，存于）
8. 1 2 3  .   [2021-08-09]. （原始内容存档于2021-08-09）.
9. ↑  劉煥彥. . 今周刊. 2020-01-16.
10. ↑  . 矢板明夫俱樂部於Facebook. 2024-05-31
11. ↑  梁雪婷. . 三立新聞網 SETN.COM. 2024-06-01  [2024-09-06]. （原始内容存档于2024-09-06） –tw.news.yahoo.com.
12. ↑  . 中央社. 2024-10-09.
13. ↑  年代向錢看2020年9月18日播出 （页面存档备份，存于） (9:14開始)
14. ↑  即時新聞. . 自由時報電子報. 2021-11-29  [2021-11-30]. （原始内容存档于2021-12-01）.
15. ↑  .   [2021-12-09]. （原始内容存档于2021-12-09）.
16. ↑  .   [2021-12-09]. （原始内容存档于2021-12-09）.
17. ↑  陳俊華. . 中央通訊社. 2021-12-18  [2021-12-20] （中文（繁體））.
18. ↑  李瑋萱. . 風傳媒. 2022-10-29  [2022-11-27]. （原始内容存档于2022-11-27）.
19. ↑  陳煜. . 風傳媒. 2022-11-26  [2022-11-26]. （原始内容存档于2022-11-27）.
20. ↑  . 財團法人樫山獎學財團. 2012-10-11  [2021-03-29] （日语）.

## 外部連結
- 矢板明夫的Facebook專頁：日文
- 矢板明夫的Facebook專頁：中文
- 矢板明夫的Ganjingworld頻道：中文
- 松下政經塾第18期 矢板明夫官方簡介 （页面存档备份，存于）
- 國家基本問題研究所 矢板明夫評論集 （页面存档备份，存于）